# وهيبورث ويكفيلد

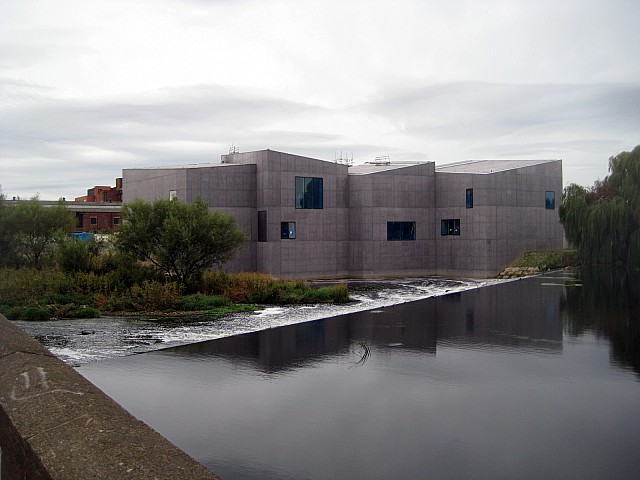
وهيبورث ويكفيلد

وهيبورث ويكفيلد هو معرض فني في مدينة ويكفيلد ، غرب يوركشاير، انجلترا، افتتح في 21 مايو 2011. ويقع المعرض على الجانب الجنوبي من نهر كالدر ويأخذ المعرض اسمه من الفنانة والنحاتة باربرا هيبورث  التي ولدت وتلقت تعليمها في مدينة ويكفيلد الإنجليزية.
كلف بناء المعرض 35 مليون جنيه إسترليني. بعد خمسة أسابيع من افتتاح المعرض استقبل 100،000 زائر. في 21 مايو عام 2012 تم الاحتفال بمرور عام كامل على افتتاح المعرض بعد أن تلقى أكثر من 500،000 زائر في العام.